# Abborrtjärnen (Silbodals socken, Värmland, 658337-129209)
Abborrtjärnen är en sjö i Årjängs kommun i Värmland och ingår i Göta älvs huvudavrinningsområde.